# Яровой, Филипп Степанович
Фили́пп Степа́нович Ярово́й (1919 год — 12 сентября 1942 года) — лётчик-ас, участник Великой Отечественной войны, командир 2-й авиационной эскадрильи 131-го истребительного авиационного полка 217-й истребительной авиационной дивизии 4-й воздушной армии Закавказского фронта, Герой Советского Союза, лейтенант.

## Биография
Родился в 1919 году в селе Порадовка Киевской губернии (ныне Лысянский район, Черкасская область, Украина) в крестьянской семье. Украинец. Окончил 2 курса сельскохозяйственного техникума и аэроклуб в городе Феодосия (Крым).
В Красной Армии с 1939 года. В том же году окончил Качинскую военную авиационную школу пилотов. Участник Великой Отечественной войны с июня 1941 года.
Командир 2-й авиационной эскадрильи 131-го истребительного авиационного полка (217-я истребительная авиационная дивизия, 4-я воздушная армия, Закавказский фронт) кандидат в члены ВКП(б) лейтенант Филипп Яровой к августу 1942 года совершил сто шестьдесят семь успешных боевых вылетов, в воздушных боях сбил четыре вражеских самолёта.
12 сентября 1942 года в районе города Малгобек, ныне Республика Ингушетия, старший лейтенант Яровой Ф. С., прикрывая вынужденную посадку ведущего, в воздушном бою против двух «мессершмиттов», погиб в лобовой атаке.
Указом Президиума Верховного Совета СССР «О присвоении звания Героя Советского Союза начальствующему составу Красной Армии» от 23 ноября 1942 года за «образцовое выполнение боевых заданий командования на фронте борьбы с немецкими захватчиками и проявленные при этом отвагу и геройство» удостоен звания Героя Советского Союза.
Похоронен в селе Михайловское Северной Осетии.

## Награды
- Награждён орденом Ленина и орденом Красного Знамени.